# Ranunculus wangianus
Ranunculus wangianus Q. E. Yang – gatunek rośliny z rodziny jaskrowatych (Ranunculaceae Juss.). Występuje endemicznie w południowych Chinach, w Junnanie. 

## Morfologia
PokrójBylina o lekko owłosionych pędach. Dorasta do 10–20 cm wysokości.
LiścieW zarysie mają prawie trapezoidalnie owalny kształt. Mierzą 1,5–3 cm długości oraz 1,5–2,5 cm szerokości. Nasada liścia jest klinowa. Liść jest na brzegu ząbkowany przy wierzchołku. Ogonek liściowy jest nagi i ma 5–10 cm długości.
KwiatySą pojedyncze. Rozwijają się na szczytach pędów. Mają żółtą barwę. Dorastają do 5–10 mm średnicy. Mają 5 podłużnych działek kielicha, które dorastają do 3 mm długości. Mają 5 odwrotnie owalnych płatków o długości 4 mm.
OwoceOwłosione niełupki o jajowato kulistym kształcie i długości 3 mm. Tworzą owoc zbiorowy – wieloniełupkę o prawie kulistym kształcie.

## Biologia i ekologia
Rośnie na łąkach. Występuje na obszarze górskim na wysokości około 3300 m n.p.m. Kwitnie w sierpniu. 